# Guillaume Lordet
Pour les articles homonymes, voir Lordet.
Guillaume Lordet, né en ? peut-être à Chirac et mort en ?, est un évêque français. Il fut en effet évêque de Mende où son nom est également resté dans le vocable comme Guillaume VII de Lordet, étant le septième évêque à se prénommer Guillaume. L'accession à l'évêché lui a également conféré le titre de comte de Gévaudan, ce titre étant dévolu aux évêques de Mende, depuis l'acte de paréage signé en 1307 par le roi et Guillaume VI Durand.

## Biographie
Guillaume est issue de la famille Lordet, une famille noble originaire de Chirac, à quelques kilomètres de Marvejols, siège d'un prieuré-monastère qui est ensuite devenu le village du Monastier. Il est le fils de Lordet de Chirac, coseigneur de Chirac. Il est le neveu du cardinal Raymond de Mostuéjouls.
De 1342 à 1362 il est chanoine de l'église de Mende. Il occupe en même temps, de 1351 à 1358 le poste de vicaire général, auprès de l'évêque Albert Lordet, son oncle. Cette même année 1351 il devient seigneurs des Laubies, et l'année suivante prieur de Fontanes. Puis, de 1359 à 1362 il est prévôt de la cathédrale de Mende.
En 1361, l'évêché est vacant à la suite de la mort d'Albert Lordet. À partir du 21 novembre il occupe cette vacance en qualité de vicaire. Il est élu le 16 mars 1362 pour succéder à son oncle.
Son épiscopat se termine en 1366, ce qui pourrait correspondre à l'année de sa mort.